# 22352 Fujiwarakenjiro
22352 Fujiwarakenjiro este o planetă minoră (asteroid), cu un diametru de 5,7 km, din centura de asteroizi. A fost descoperită pe 26 octombrie 1992 la Kitami Observatory⁠(d) de Kin Endate. 
Obiectul prezintă o orbită caracterizată de o semiaxă mare de 2,4403991 UAi, o excentricitate de 0,2, o înclinație de 3,74146 ° în raport cu ecliptica.